# Cantaura
Cantaura es una parroquia venezolana, capital del municipio Pedro María Freites, en el estado Anzoategui, Venezuela. Se asienta entre la cordillera de la Costa y se empalma con la Mesa de Guanipa.

## Localización
- Localizado en las coordenadas geográficas: 09° 18’ 40” de Latitud Norte y 64° 21’ 34” de Longitud Oeste.
- Las altitudes en el casco urbano oscilan entre los 261,64 m s. n. m., en la Plaza Guevara y Lira, 251,00 en la Plaza Bolívar; 255,49 en el Grupo Escolar Guevara y Lira y 258,53 metros sobre el nivel del mar, en la Plaza Primero de Mayo.

## Límites
- Al norte limita con la población de Santa Rosa de Ocopi y Anaco
- Al este fronteriza con la población de Santa Rosa de Ocopi y limita con el estado Monagas.
- Al sur con San Tomé, El Tigre y Guanipa.
- Al oeste San Joaquín y Santa Ana.

## Televisoras
- TV Studios (canal 16)
- TVA Cantaura (canal 15)
- Zona Visión (canal 17)

## Emisoras de Radio
- Súper “K” 89.7 FM (Capital Privado)
- Zona Stereo 102.9 FM (Capital Privado) Fuera del Aire
- La Nuestra 91.1 FM (Capital Privado)
- Radio Centro 610 AM (Capital Privado)
- Enlace Satélite 100.3 FM (Capital Privado)
- La Voz Del Mesías 94.1 FM (Comunitaria)
- Melodía 101.5 FM (Comunitaria) Fuera del aire
- Latina 95.9 FM (Comunitaria) Fuera del Aire
- Sensación 99.9 Fm (Comunitaria)

## Prensa

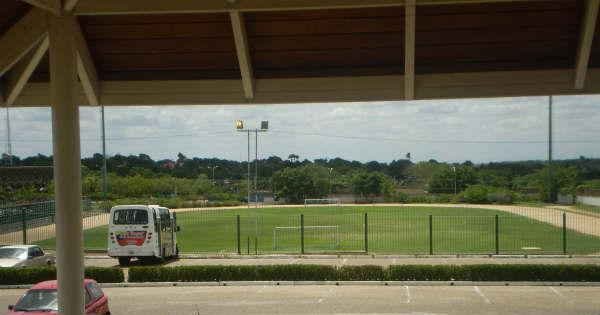
Polideportivo Cantaura

- La nueva Región
- Cantaura Hoy

## Personajes
- Monseñor Silvestre Guevara y Lira (Sacerdote)
- Fernando Amorebieta  (Futbolista profesional)